# Ханкук Тайър
Hankook Tire е южнокорейски производител на гуми за автомобили, лека и тежка транспортна и товарна техника, миниавтобуси и автобуси.
Фирмата е основана през 1941 година. Първият европейски филиал е създаден във Франция през 1996 година.
Днес Hankook има филиали в Германия, Англия, Италия, Нидерландия, Испания, Турция, Русия и Унгария.

## Хронология
- 1941 – Основаване
- 1979 – Ханкук Тайър създава най-големия завод за производство на гуми в света
- 1981 – Създаване на дъщерна фирма в САЩ – Hankook Tire America Corporation
- 1982 – Стартира дейност първият център на Ханкук Тайър за дистрибуция и продажба на гуми извън Южна Корея
- 1994 – Открит е европейски технически център в Хановер, Германия. Създаден е клон в Пекин
- 1996 – Открит е филиал във Франция
- 1998 – Построени са технически център и завод в Китай. Ханкук Тайър получава наградата Q1 на Ford Motor Company
- 2001 – Открит е филиал в Холандия
- 2003 – Стратегически съюз с Мишлен
- 2004 – Нова корпоративна идентичност и концепция. „Driving Emotion“ става слоган на Ханкук Тайър
- 2006 – Открит е завод в Унгария
- 2007 – Ханкук Тайър става 7-ият най-голям производител на гуми в света
- 2008 – Стартира „Технологичен контрол“ – философията на Ханкук Тайър за модерна технология
- 2016 – Ханкук Тайър стартира „Laufenn“ в Европа: нова марка автомобилни гуми